# Équipe Paule Ka
Équipe Paule Ka (UCI holdkode: EPK) var et professionelt cykelhold baseret i Schweiz, som konkurrerede i eliteløb i landevejscykling som f.eks. UCI World Cup for kvinder. Holdet lukkede 16. oktober 2020 da holdets hovedsponsor Paule Ka ikke havde betalt sine sponsorkroner siden juli måned.

## Sæsoner

### 2020
| Trup 2020                          | Trup 2020          | Trup 2020                                        | Trup 2020 |
| Rytter                             | Fødselsdag         | Seneste hold                                     |           |
| ---------------------------------- | ------------------ | ------------------------------------------------ | --------- |
| Martina Alzini (1. jan.–31. maj)   | 10. februar 1997   | Astana Women's Team (2018)                       |           |
| Elizabeth Banks (1. jan.–31. okt.) | 7. november 1990   | UnitedHealthcare Women's Team (2018)             |           |
| Elise Chabbey                      | 24. april 1993     | Cogeas-Mettler Pro Cycling Team (2018)           |           |
| Niamh Fisher-Black                 | 12. august 2000    | Torelli-Assure (2019)                            |           |
| Mikayla Harvey                     | 7. september 1998  | Team Illuminate (2018)                           |           |
| Emma Norsgaard                     | 26. juli 1999      | Team Rytger powered by Cykeltøj-Online.dk (2017) |           |
| Clara Koppenburg                   | 3. august 1995     | WNT-Rotor Pro Cycling (2019)                     |           |
| Nikola Nosková                     | 1. juli 1997       | Bepink (2018)                                    |           |
| Marlen Reusser                     | 20. september 1991 | World Cycling Centre (2019)                      |           |
| Maria Vittoria Sperotto            | 20. november 1996  | Bepink (2018)                                    |           |
| Kathrin Stirnemann                 | 22. oktober 1989   |                                                  |           |
| Leah Thomas                        | 30. maj 1989       | UnitedHealthcare Women's Team (2018)             |           |
| Sophie Wright                      | 15. marts 1999     | NCC Group-Kuota-Torelli (2018)                   |           |
|                                    |                    |                                                  |           |
| Kilde: ProCyclingStats             |                    |                                                  |           |

#### Sejre
| 25. jan. | Gravel and Tar La Femme                               | 1.2   | Niamh Fisher-Black |
| 16. feb. | Newzealandske mesterskab i landevejscykling for damer | NC    | Niamh Fisher-Black |
| 20. feb. | Setmana Ciclista Valenciana, 1. etape                 | 2.2   | Emma Norsgaard     |
| 23. feb. | Setmana Ciclista Valenciana, 4. etape                 | 2.2   | Leah Thomas        |
| 12. jul. | Schweiziske mesterskab i enkeltstart for damer        | NC    | Marlen Reusser     |
| 20. aug. | Tjekkiske mesterskab i enkeltstart for damer          | NC    | Nikola Nosková     |
| 23. aug. | Danske mesterskab i landevejscykling for damer        | NC    | Emma Norsgaard     |
| 14. sep. | Giro d'Italia Women, 4. etape                         | 2.WWT | Elizabeth Banks    |

### 2019
| Trup 2019                              | Trup 2019         | Trup 2019                                        | Trup 2019 |
| Rytter                                 | Fødselsdag        | Seneste hold                                     |           |
| -------------------------------------- | ----------------- | ------------------------------------------------ | --------- |
| Martina Alzini                         | 10. februar 1997  | Astana Women's Team (2018)                       |           |
| Elizabeth Banks                        | 7. november 1990  | UnitedHealthcare Women's Team (2018)             |           |
| Elise Chabbey                          | 24. april 1993    | Cogeas-Mettler Pro Cycling Team (2018)           |           |
| Niamh Fisher-Black (12. sep.–31. dec.) | 12. august 2000   | Mike Greer Homes Womens Cycling Team (2019)      |           |
| Nicole Hanselmann                      | 6. maj 1991       |                                                  |           |
| Mikayla Harvey                         | 7. september 1998 | Team Illuminate (2018)                           |           |
| Julie Leth                             | 13. juli 1992     | Wiggle High5 (2018)                              |           |
| Emma Norsgaard                         | 26. juli 1999     | Team Rytger powered by Cykeltøj-Online.dk (2017) |           |
| Nikola Nosková                         | 1. juli 1997      | Bepink (2018)                                    |           |
| Maria Vittoria Sperotto                | 20. november 1996 | Bepink (2018)                                    |           |
| Leah Thomas                            | 30. maj 1989      | UnitedHealthcare Women's Team (2018)             |           |
| Cecilie Uttrup Ludwig                  | 23. august 1995   | BMS BIRN (2016)                                  |           |
| Sophie Wright                          | 15. marts 1999    | NCC Group-Kuota-Torelli (2018)                   |           |
|                                        |                   |                                                  |           |
| Kilde: ProCyclingStats                 |                   |                                                  |           |

### 2018
| Trup 2018                         | Trup 2018        | Trup 2018                                        | Trup 2018 |
| Rytter                            | Fødselsdag       | Seneste hold                                     |           |
| --------------------------------- | ---------------- | ------------------------------------------------ | --------- |
| Ann-Sophie Duyck                  | 23. juli 1987    | Drops (2017)                                     |           |
| Nicole Hanselmann                 | 6. maj 1991      |                                                  |           |
| Emma Norsgaard                    | 26. juli 1999    | Team Rytger powered by Cykeltøj-Online.dk (2017) |           |
| Clara Koppenburg                  | 3. august 1995   |                                                  |           |
| Lotta Lepistö                     | 28. juni 1989    |                                                  |           |
| Cecilie Uttrup Ludwig             | 23. august 1995  | BMS BIRN (2016)                                  |           |
| Ashleigh Moolman-Pasio            | 9. december 1985 | Hitec Products (2014)                            |           |
| Claire Rose                       | 23. maj 1987     | Visit Dallas DNA (2017)                          |           |
| Marie Vilmann                     | 21. oktober 1993 | BMS BIRN (2016)                                  |           |
| Sophie Wright (20. aug.–31. dec.) | 15. marts 1999   |                                                  |           |
|                                   |                  |                                                  |           |
| Kilde: ProCyclingStats            |                  |                                                  |           |

#### Sejre
| 25. maj  | La Classique Morbihan                                          | 1.1   | Ashleigh Moolman-Pasio |
| 26. maj  | Grand Prix de Plumelec-Morbihan for kvinder                    | 1.1   | Ashleigh Moolman-Pasio |
| 17. jun. | The Women's Tour, 5. etape                                     | 2.WWT | Lotta Lepistö          |
| 21. jun. | Belgiske mesterskab i enkeltstart for damer                    | NC    | Ann-Sophie Duyck       |
| 27. jun. | Schweiziske mesterskab i enkeltstart for damer                 | NC    | Nicole Hanselmann      |
| 28. jun. | Danske mesterskab i enkeltstart for damer                      | NC    | Cecilie Uttrup Ludwig  |
| 29. jun. | Finske mesterskab i enkeltstart for damer                      | NC    | Lotta Lepistö          |
| 30. jun. | Finske mesterskab i landevejscykling for damer                 | NC    | Lotta Lepistö          |
| 7. sep.  | Giro della Toscana Femminile - Memorial Michela Fanini, Prolog | 2.2   | Lotta Lepistö          |